# Raión de Drahičyn
Drahičyn (en bielorruso: Драгічынскі раён) es un raión o distrito de Bielorrusia, en la provincia (óblast) de Brest. Su capital es Drahichyn.
Comprende una superficie de 1 855 km².

## Demografía
Según estimación de 2010, contaba con una población total de 42 948 habitantes.

## Subdivisiones
Comprende la ciudad subdistrital de Drahichyn (la capital), el asentamiento de tipo urbano de Antópal y los siguientes 12 consejos rurales:
- Antópal
- Vósautsy
- Biézdziezh
- Brashévichy
- Vulka
- Drahichyn
- Zakóziel
- Imianín
- Niamierzha
- Nóvaya Papina
- Rádastava
- Jomsk